# Алфама
Алфа́ма (порт. Alfama) — найстаріший історичний район Лісабона, розташований на крутому схилі пагорба між замком Святого Георгія та річкою Тежу.
Назва Алфама походить від арабського Аль-хама («тепле джерело»). За часів панування маврів Лісабон обмежувався Алфами, потім місто почало розширюватися на захід (район Байша).
Після звільнення Лісабона від маврів в Алфама почали селитися ремісники й торговці. З XVI століття Алфама відчуває занепад, заможні громадяни починають переселятися в інші райони, в результаті чого Алфама стає кварталом бідноти. Завдяки скельному ґрунту Алфама краще за інших районів міста пережила катастрофічний Лісабонський землетрус 1755 року. Тут на відміну від інших історичних районів Лісабона збереглася середньовічна хаотичне планування вулиць.
Алфама — популярний туристичний район португальської столиці, тут розташована велика кількість пам'яток, серед яких:
- Лісабонський собор
- Церква Святого Антонія
- Монастир Сан-Висенте-де-Фора
- Національний пантеон

Оскільки Алфама знаходиться на досить крутому схилі, багато вулиць і провулки тут переходять в сходи, крім того тут розташовані два оглядові майданчики (мірадору):
- мірадору Санта-Люзія (miradouro De Santa Luzia) поблизу церкви Санта-Люзія;
- мірадору Порташ-ду-Сол (miradouro das Portas do Sol), що в перекладі означає «сонячні ворота». З цього оглядового майданчику відкривається один із чудових краєвидів на старе місто. За часів маврів, на цьому місці були ворота в міській стіні, які називались «сонячні ворота». Звідси і назва «Порташ-ду-Сол». Залишки мавританської кріпосної стіни знаходяться під фундаментом церкви Santa Luzia. Стародавня кладка внизу переходить в камені, що залишилися від будівель з більш старих часів, коли на цьому місці жили вестготи.

У мальовничому лабіринті невеликих провулків в центрі Алфами знаходиться безліч ресторанів національної кухні і барів, де виконують фаду.

## Вид

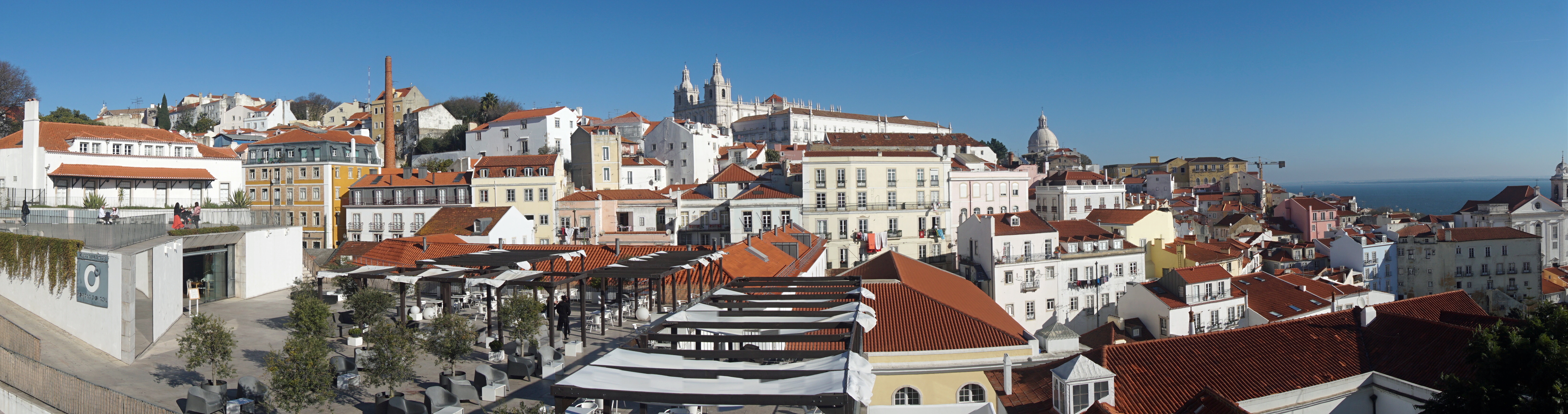
Панорама Алфами

## Галерея

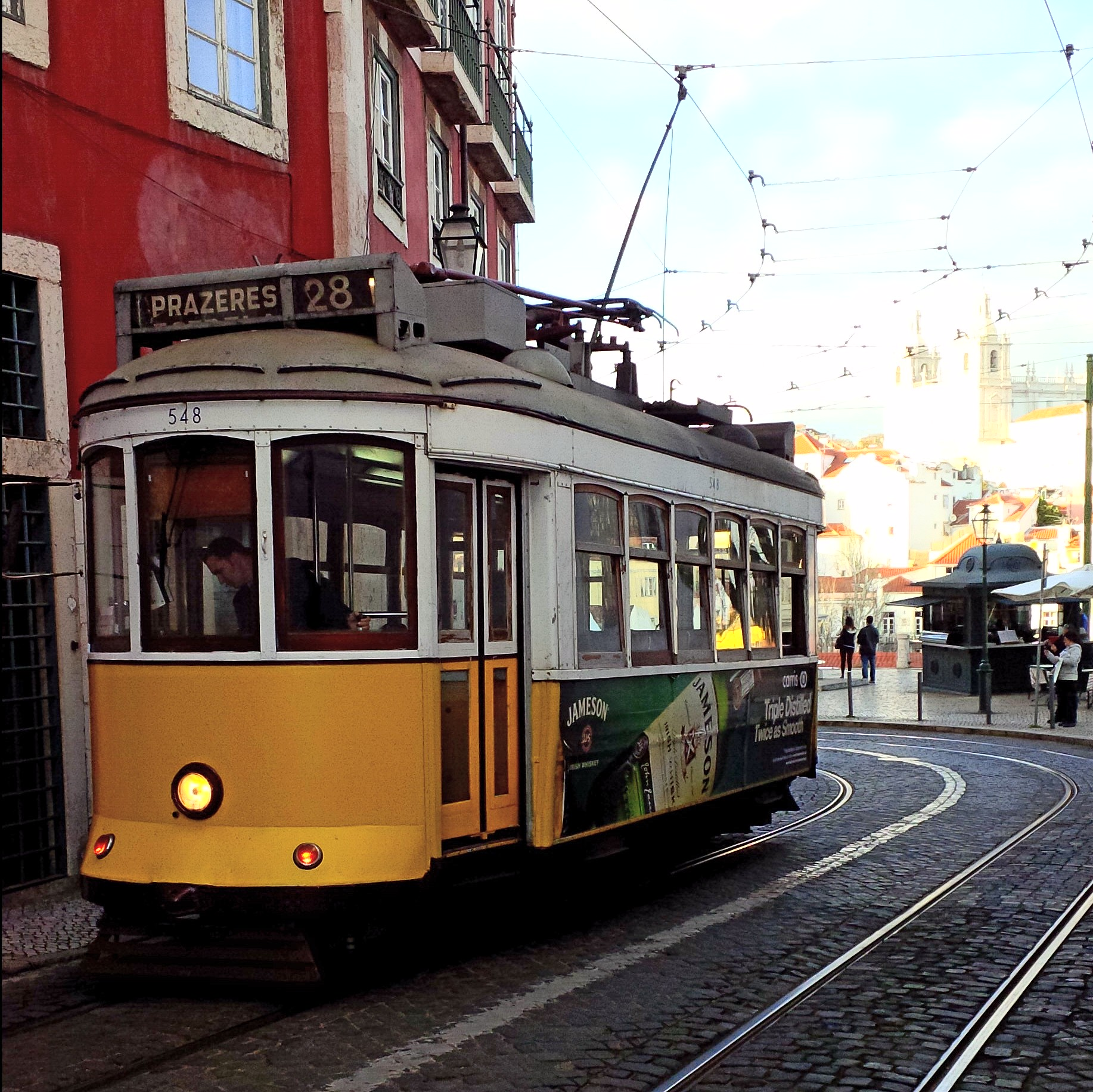
Трамвай № 28 в Алфамі
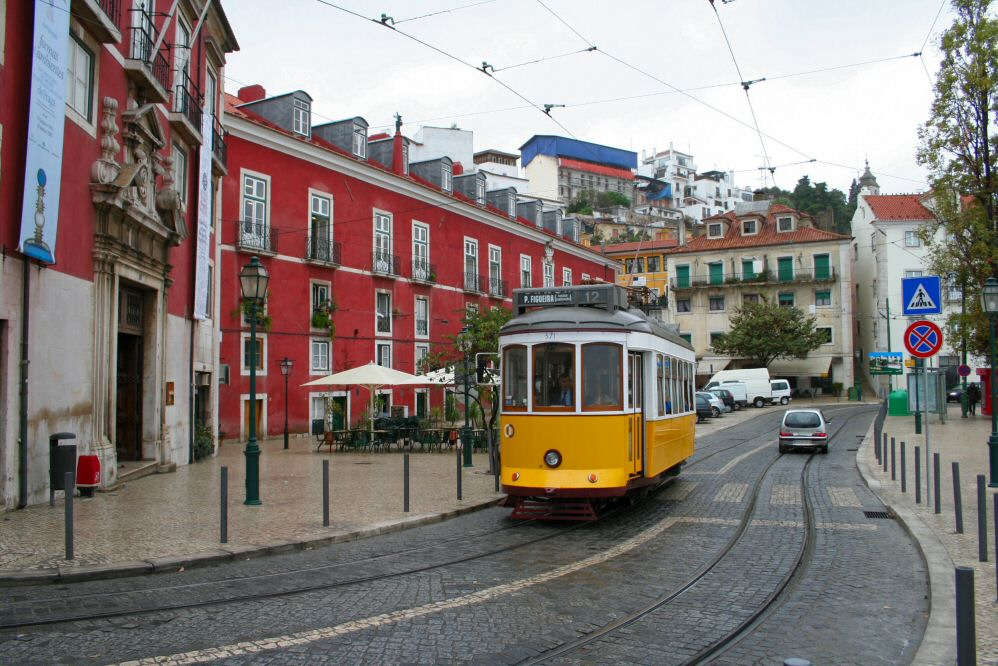
Старий трамвай
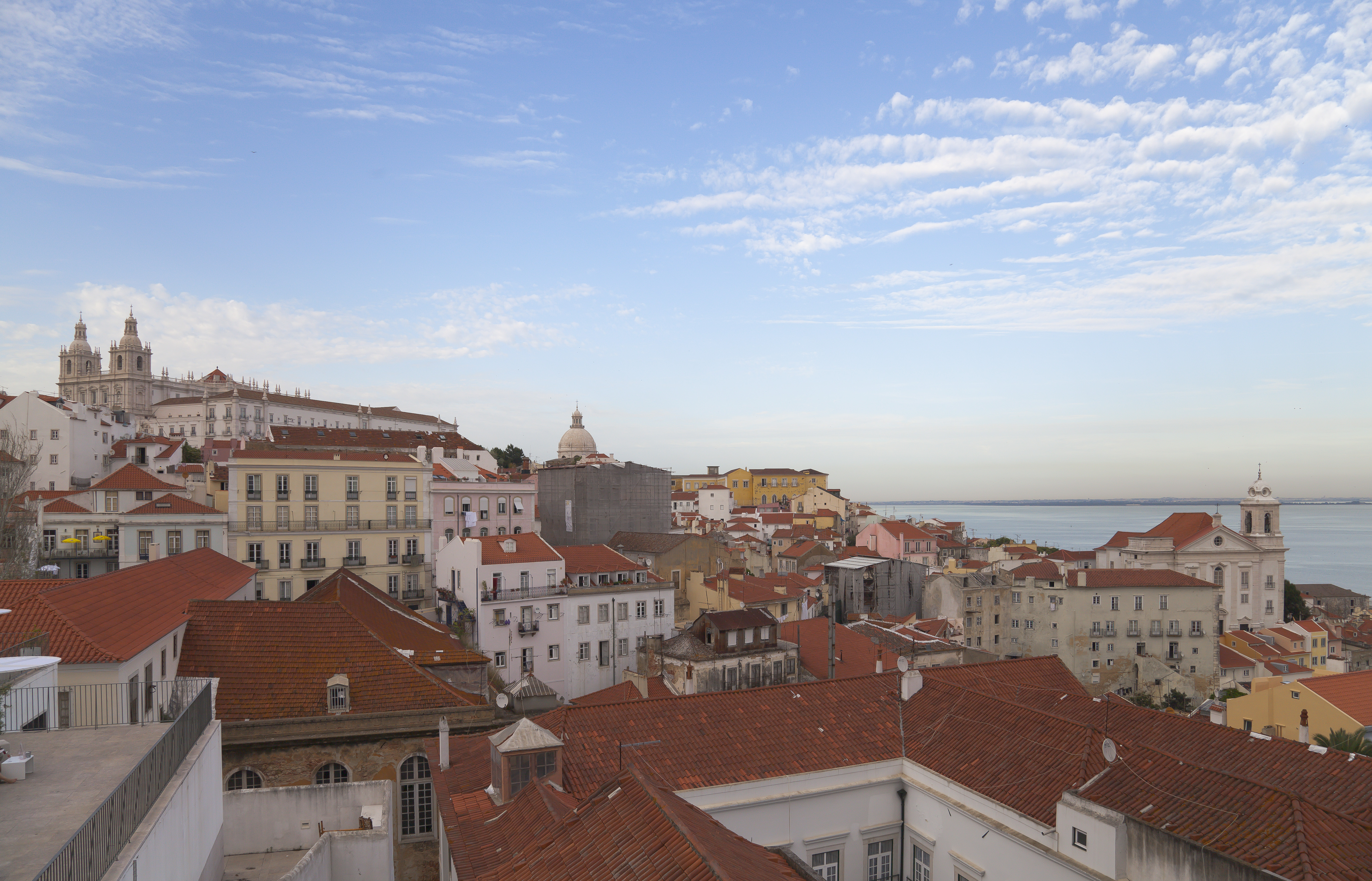
Алфама в сутінках
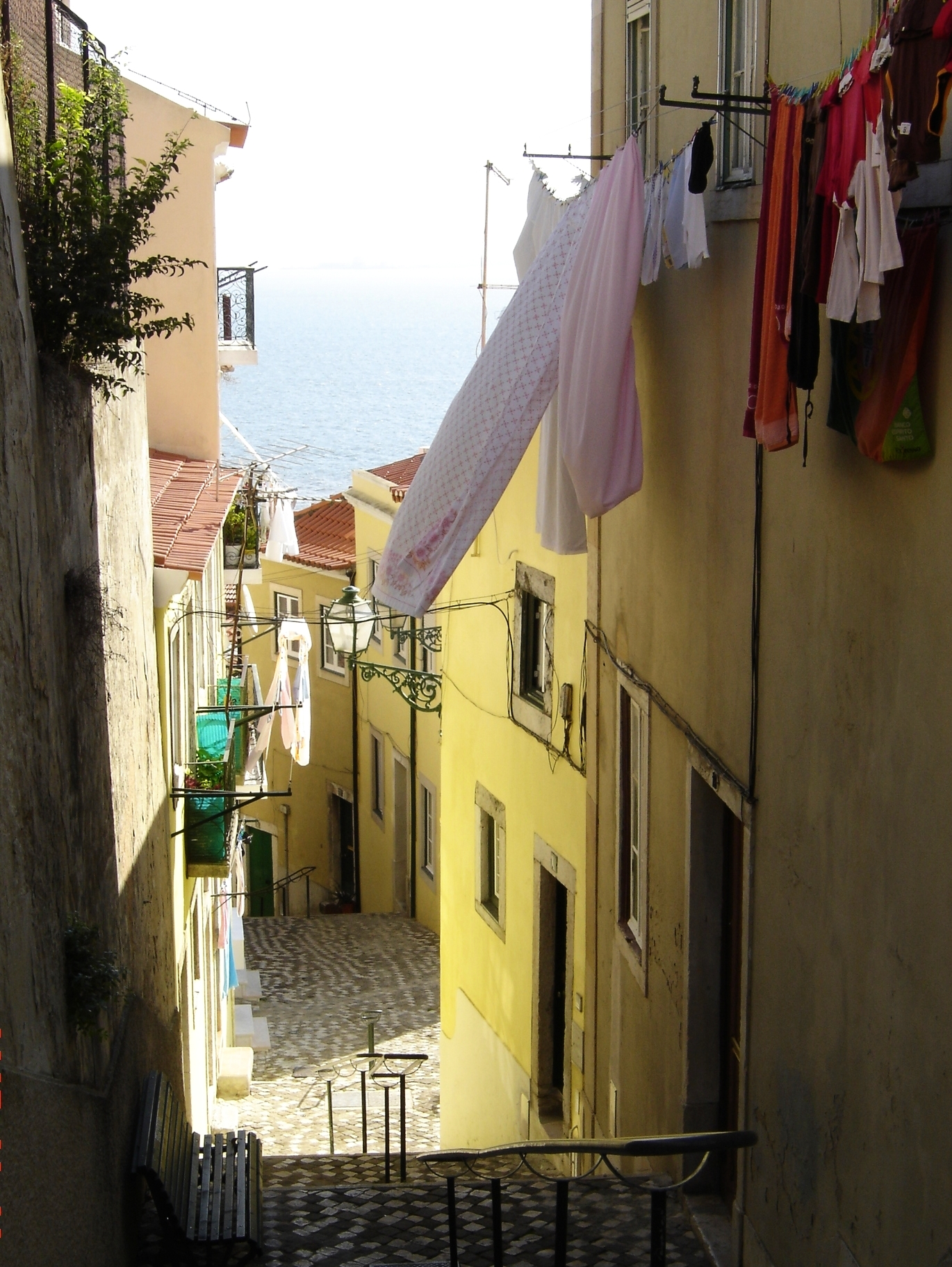
Типова вулиця в Алфамі